# Maggie's Farm
Maggie's Farm è una canzone scritta da Bob Dylan, contenuta nell'album Bringing It All Back Home pubblicato negli Stati Uniti il 22 marzo del 1965. Nel maggio seguente il brano venne fatto uscire anche come singolo e si piazzò alla posizione numero 22 in classifica in Gran Bretagna.

## Il brano

### Testo
Le parole del testo seguono una classica struttura da canzone blues, con la prima frase di ogni strofa (I ain't gonna work...) ("Non lavorerò più per...") cantata due volte, e poi ripetuta alla fine di ogni verso.
La maggior parte dei critici ha interpretato Maggie's Farm come una canzone contro ogni forma di oppressione e totalitarismo politico.  La "farm" (fattoria) di cui canta Dylan nel testo del brano, sarebbe una metafora del razzismo, delle forme di governo repressive e dell'aggressività del capitalismo in generale. Ispirata probabilmente a una canzone tradizionale tratta dal primo album di Pete Seeger, Penny's Farm, che criticava la meschinità di un proprietario terriero, tale George Penny, nel brano di Dylan la critica è meno specifica e più generalizzata.
Il testo sembra quasi un'analisi marxista del condizionamento alienante del capitalismo nei confronti della classe operaia, tenuta sempre sotto sforzo a lavorare senza mai neanche sapere bene che tipo di scopo abbia il proprio lavoro. Una serie di bozzetti umoristici ci illustrano la futile burocrazia, l'ottusità e la violenza della maggior parte della società.
Maggie's Farm viene spesso anche interpretata come la presa di distanze di Dylan dal movimento folk di protesta di cui aveva fatto parte e del quale per un periodo era diventato l'esponente di maggior spicco. Le parole del testo mettono in ridicolo l'intera scena folk, i promoter che cercano di avere il controllo totale sugli artisti e i militanti paranoici e fanatici.
Secondo questa interpretazione, la canzone sarebbe paradossalmente una "canzone di protesta" contro "le canzoni folk di protesta", rappresentando la transizione di Dylan da folk singer impegnato ad artista a tutto tondo, capace di influenzare, grazie al suo stile innovativo e ai suoi testi, una intera generazione di musicisti e non. (vedi Like a Rolling Stone e la sua influenza sui Beatles, ecc.)

### Newport Folk Festival 1965
Maggie's Farm è celebre per essere stata al centro delle polemiche seguite dopo l'esibizione "elettrica" di Dylan all'edizione del 1965 del Newport Folk Festival; infatti fu proprio l'esecuzione di Maggie's Farm, più veloce e più aggressiva grazie al contributo della chitarra blues di Mike Bloomfield rispetto alla versione presente su Bringing It All Back Home, a causare le proteste vibranti del pubblico di amanti della musica folk acustica. Il direttore del Festival Joe Boyd affermò che: «il primo accordo di Maggie's Farm fu la cosa più rumorosa che tutti avessero mai sentito!» Non è ancora stato ben appurato quale sia stata effettivamente la causa scatenante di tante polemiche, le versioni riportate dai partecipanti all'evento sono contrastanti. Sebbene il passaggio di Dylan dal folk acustico al rock elettrico fu molto criticato dai puristi, molti testimoni dell'epoca riferirono che le proteste del pubblico erano principalmente dovute alla scarsa qualità del sistema di amplificazione, che non permetteva di sentire le parole della canzone suonata da Dylan.
L'esecuzione di Maggie's Farm a Newport è stata in seguito inclusa nel documentario del 2005 di Martin Scorsese No Direction Home e pubblicata nell'album seguente della colonna sonora, The Bootleg Series Vol. 7: No Direction Home: The Soundtrack.

## Cover
Maggie's Farm, come molte altre canzoni di Dylan, è stata oggetto di numerose cover:
- Nel 1965, Solomon Burke canta la sua versione nel proprio disco "Tonight's the Night".

- Nel 1971, i Residents ne registrarono una versione per il loro disco Warner Bros. Album, ma il brano non venne poi pubblicato ufficialmente.

- Nel 1980, la Blues Band registrò una versione del brano come protesta contro il governo di Margaret Thatcher.

- In tempi diversi, la canzone veniva spesso eseguita da altrettante band durante i concerti; tra queste, Uncle Tupelo (1988-89 tour), U2 (1986–87), Grateful Dead, The Specials, Richie Havens e Tin Machine.

Gli U2, in particolare, hanno eseguito la canzone durante il concerto Self Aid tenutosi a Dublino nel 1986 e pubblicato lo stesso anno su album, unendovi citazioni di altri pezzi famosi.
- I Rage Against the Machine ne registrarono una versione molto rock sul loro album di cover, Renegades del 2000.

- La canzone è stata eseguita da Stephen Malkmus and The Million Dollar Bashers, un gruppo estemporaneo costituitosi per l'occasione, che includeva tra i suoi componenti membri dei Sonic Youth e dei Television, per la colonna sonora del film biografico sulla vita di Bob Dylan Io non sono qui del 2007.

- I Muse spesso suonano il riff iniziale della canzone di Dylan come introduzione al loro brano Map of the Problematique durante i concerti.

- La band catalana Mazoni ha registrato una versione di Maggie's Farm tradotta in lingua catalana, intitolata La granja de la Paula, sul loro album Si els dits fossin xilòfons (Bankrobber, 2007). Il testo tradotto segue quello originale inglese, ad eccezione del nome "Maggie" cambiato in "Paula".

- Nel 2006 i Silvertide reinterpretarono la canzone per la colonna sonora del film Lady in the Water.

- Gli Hot Tuna hanno pubblicato una loro versione in concerto sull'album Live at Sweetwater (1992).
- Dal 2021 è un pezzo forte delle esibizioni live della band trentina dei Quadratics

## Riferimenti nella cultura di massa
- La canzone dei Beastie Boys Johnny Ryall contiene la frase: «Washing windows on the Bowery at a quarter to four, 'Cause he ain't gonna' work on Maggie's farm no more.»
- Il brano dei Placebo Slave to the Wage contiene la frase: «Sick and tired of Maggie's farm. She's a bitch, with broken arms, to wave your worries, and cares, goodbye». L'edizione censurata passata alla radio sostituisce con "witch" la parola "bitch".
- Nell'album del 1995 di Peter Mulvey, Rapture, la title track contiene la frase: «Guess we're all gonna work on Maggie's farm for a little while longer now, Not tell anyone what we have inside to give.»
- Looking for a Rainbow di Chris Rea contiene la strofa: «Yeh we're Maggie's little children; And we're looking for Maggie's farm».

- Negli anni ottanta, Maggie's Farm venne largamente adottata come inno dagli oppositori del Primo Ministro britannico Margaret Thatcher.

- Il Presidente degli Stati Uniti Barack Obama ha affermato che Maggie's Farm è una delle sue canzoni preferite.